# EurovisionAgain
A EurovisionAgain, geralmente estilizado como #EurovisionAgain, foi uma iniciativa que decorreu de 21 de Março de 2020 até 20 de Novembro de 2021 para retransmitir as finais anteriores do Festival Eurovisão da Canção no YouTube. Originalmente concebida pelo jornalista Rob Holley, acabou por se tornar um esforço de colaboração entre os fãs da Eurovisão, a União Europeia de Radiodifusão (UER) e os seus organismos de radiodifusão membros.

## História
Ao saber do cancelamento do Festival Eurovisão da Canção de 2020 devido à pandemia de COVID-19, o jornalista Rob Holley lançou uma iniciativa que consistia em ver semanalmente um concurso anterior no YouTube para o substituir, acabando por lhe dar o título de «EurovisionAgain». A iniciativa tornou-se rapidamente popular, pelo que a própria UER decidiu participar. Todos os sábados (que passou a ser o terceiro sábado de cada mês a partir de 18 de Julho de 2020) às 21:00 CEST, às 20:00 pelo horário de Portugal Continental (WEST), o canal da Eurovisão no YouTube retransmitia a final de um concurso anterior, revelada pela equipa EurovisionAgain 15 minutos antes do início. Os concursos anteriores a 2004 estiveram disponíveis durante um período limitado.
A iniciativa foi geralmente recebida como uma distração bem-vinda para os fãs da Eurovisão durante os confinamentos da COVID-19. No Twitter, o hashtag «#EurovisionAgain» tornou-se regularmente um trending topic e recebeu reacções positivas de antigos participantes. No âmbito da iniciativa, a Holley angariou mais de 24 700 libras esterlinas (aproximadamente 28 800 euros) para instituições de solidariedade social LGBTQ+ sediadas no Reino Unido. A temporada de 2020 terminou com uma edição especial, em que as 26 canções mais populares que não se qualificaram para a final, uma de cada país, escolhidas através das redes sociais oficiais da Eurovisão, foram transmitidas em streaming e submetidas a uma votação dos fãs. A canção da Islândia de 2016, "Hear Them Calling" de Greta Salóme, ganhou a votação dos fãs.